# DHC IceCats Linz
Der DHC IceCats Linz sind eine österreichische Fraueneishockeymannschaft aus Linz.

## Geschichte
Der Verein startete 2003 als Hobbyverein und spielte über mehrere Jahre vor allem Freundschaftsspiele oder kleine Turniere.
Im Jahr 2006 begann die Zusammenarbeit mit dem Inlineskaterhockeyverein Irish Moose um in der neu gegründeten Damen-Inlineskaterhockey-Bundesliga als Irish IceCats antreten zu können. Unter Führung von Detlev Bauernfeind als Trainer erreichte das Team 2006 die Vize-Meisterschaft.
Während der Saison 2007/08 wurde der Einstieg in die zweite Division der Dameneishockey-Bundesliga vorbereitet. Aufgrund des Neubaus der zweiten Eishalle und der Zusammenarbeit mit dem EHC Tornados Linz erhielten die IceCats erstmals eigene Eiszeit. In der Eishockeysaison 2008/2009 nahmen die IceCats den Spielbetrieb als Mannschaft des EHC Tornados Linz unter dem Namen ASKÖ Tornados IceCats Linz in der Dameneishockey-Bundesliga 2 auf. 
Aufgrund der relativ hohen Anzahl an Mitgliedern (über 60) entschieden sich die IceCats 2014, einen eigenen Verein zu gründen, den DHC IceCats Linz. Ein Jahr später startete die erste Mannschaft der IceCats erstmals in der Bundesliga (DEBL), die zweite Mannschaft in der DEBL 2.

## Platzierungen

### Eishockey
| Saison  | Liga   | Platzierung    |
| ------- | ------ | -------------- |
| 2008/09 | DEBL 2 | Platz 4        |
| 2009/10 | DEBL 2 | Platz 3        |
| 2010/11 | DEBL 2 | Platz 4        |
| 2011/12 | DEBL 2 | Platz 5        |
| 2012/13 | DEBL 2 | Platz 2        |
| 2013/14 | DEBL 2 | Platz 2        |
| 2014/15 | DEBL 2 | Platz 3        |
| 2015/16 | DEBL   | Platz 4 (West) |
| 2015/16 | DEBL2  | Platz 5        |
| 2016/17 | DEBL   |                |

### Inlineskaterhockey
| Saison | Platzierung | Liga                                                      |
| ------ | ----------- | --------------------------------------------------------- |
| 2006   | 2. Platz    | ISHA Damen Bundesliga                                     |
| 2007   | 3. Platz    | ISHA Damen Bundesliga                                     |
| 2008   | 4. Platz    | ISHA Damen Bundesliga                                     |
| 2009   |             | OÖ ILH Landesliga                                         |
| 2010   | 4. Platz    | ISHA Damen Bundesliga (Spielgemeinschaft mit Dark Angels) |
| 2013   | 3. Platz    | ISHA Damen Bundesliga                                     |
| 2014   | 3. Platz    | ISHA Damen Bundesliga                                     |
| 2015   | 3. Platz    | ISHA Damen Bundesliga                                     |